# Jatirawa
Jatirawa is een bestuurslaag in het regentschap Tegal van de provincie Midden-Java, Indonesië. Jatirawa telt 6141 inwoners (volkstelling 2010).